# (32224) 2000 OK23
2000 OK23 (asteroide 32224) é um asteroide da cintura principal. Possui uma excentricidade de 0.16897130 e uma inclinação de 4.89030º.
Este asteroide foi descoberto no dia 23 de julho de 2000 por LINEAR em Socorro.